# Sebastián Corona
Sebastián Manuel Corona Nacarino (Lora del Río, España, 8 de julio de 1976) es un exfutbolista y entrenador español. Actualmente ejerce como segundo entrenador en el Pafos F. C. de Primera División de Chipre.

## Biografía
Jugador formado en la cantera del Sevilla F. C., donde militó en el equipo filial y subió a la primera plantilla, jugando en primera y segunda división. De allí fichó por el Albacete Balompié, C. D. Tenerife, Real Murcia, donde su última temporada jugó cedido en el Águilas C. F. El 8 de agosto de 2007 firmó un contrato con el S. D. Huesca con el que se vincularía con el equipo altoaragonés hasta la campaña 2010.
En el verano de 2012, no renueva con el Huesca. Debido a su intención de seguir jugando al fútbol, ficha por el C. D. Leganés de la Segunda División B.

## Clubes
| Club                              | Div.          | Temporada     | Liga  | Liga  | Liga   | Copas nacionales | Copas nacionales | Copas nacionales | Torneos internacionales | Torneos internacionales | Torneos internacionales | Total | Total | Total  |
| Club                              | Div.          | Temporada     | Part. | Goles | Asist. | Part.            | Goles            | Asist.           | Part.                   | Goles                   | Asist.                  | Part. | Goles | Asist. |
| --------------------------------- | ------------- | ------------- | ----- | ----- | ------ | ---------------- | ---------------- | ---------------- | ----------------------- | ----------------------- | ----------------------- | ----- | ----- | ------ |
| Sevilla F. C. · España            | 1.ª           | 1996-97       | 2     | 0     | 0      | –                | –                | –                | –                       | –                       | –                       | 2     | 0     | 0      |
| Sevilla F. C. · España            | 2.ª           | 1997-98       | 4     | 1     | 0      | –                | –                | –                | –                       | –                       | –                       | 4     | 1     | 0      |
| Sevilla F. C. · España            | Total club    | Total club    | 6     | 1     | 0      | –                | –                | –                | –                       | –                       | –                       | 6     | 1     | 0      |
| Granada C. F. · (cedido) · España | 2.ª B         | 1997-98       | 1     | 0     | 0      | –                | –                | –                | –                       | –                       | –                       | 1     | 0     | 0      |
| Granada C. F. · (cedido) · España | Total club    | Total club    | 1     | 0     | 0      | –                | –                | –                | –                       | –                       | –                       | 1     | 0     | 0      |
| Sevilla F. C. · España            | 2.ª           | 1998-99       | 13    | 0     | 0      | 2                | 0                | 0                | –                       | –                       | –                       | 15    | 0     | 0      |
| Sevilla F. C. · España            | 1.ª           | 1999-00       | 1     | 0     | 0      | 1                | 0                | 0                | –                       | –                       | –                       | 2     | 0     | 0      |
| Sevilla F. C. · España            | Total club    | Total club    | 14    | 0     | 0      | 3                | 0                | 0                | –                       | –                       | –                       | 17    | 0     | 0      |
| Albacete Balompié · España        | 2.ª           | 1999-00       | 7     | 0     | 0      | –                | –                | –                | –                       | –                       | –                       | 7     | 0     | 0      |
| Albacete Balompié · España        | 2.ª           | 2000-01       | 12    | 0     | 0      | 1                | 0                | 0                | –                       | –                       | –                       | 13    | 0     | 0      |
| Albacete Balompié · España        | 2.ª           | 2001-02       | 12    | 1     | 0      | –                | –                | –                | –                       | –                       | –                       | 12    | 1     | 0      |
| Albacete Balompié · España        | Total club    | Total club    | 31    | 1     | 0      | 1                | 0                | 0                | –                       | –                       | –                       | 32    | 1     | 0      |
| C. D. Tenerife · España           | 2.ª           | 2002-03       | 39    | 2     | 0      | 1                | 0                | 0                | –                       | –                       | –                       | 40    | 2     | 0      |
| C. D. Tenerife · España           | 2.ª           | 2003-04       | 38    | 1     | 0      | 1                | 0                | 0                | –                       | –                       | –                       | 39    | 1     | 0      |
| C. D. Tenerife · España           | 2.ª           | 2004-05       | 29    | 1     | 0      | 2                | 0                | 0                | –                       | –                       | –                       | 31    | 1     | 0      |
| C. D. Tenerife · España           | Total club    | Total club    | 106   | 4     | 0      | 4                | 0                | 0                | –                       | –                       | –                       | 110   | 4     | 0      |
| Real Murcia C. F. · España        | 2.ª           | 2005-06       | 26    | 0     | 0      | –                | –                | –                | –                       | –                       | –                       | 26    | 0     | 0      |
| Real Murcia C. F. · España        | Total club    | Total club    | 26    | 0     | 0      | –                | –                | –                | –                       | –                       | –                       | 26    | 0     | 0      |
| Águilas C. F. · (cedido) · España | 2.ª B         | 2006-07       | 3     | 0     | 0      | –                | –                | –                | –                       | –                       | –                       | 3     | 0     | 0      |
| Águilas C. F. · (cedido) · España | Total club    | Total club    | 3     | 0     | 0      | –                | –                | –                | –                       | –                       | –                       | 3     | 0     | 0      |
| S. D. Huesca · España             | 2.ª B         | 2007-08       | 37    | 1     | 0      | –                | –                | –                | –                       | –                       | –                       | 37    | 1     | 0      |
| S. D. Huesca · España             | 2.ª           | 2008-09       | 31    | 1     | 0      | 1                | 0                | 0                | –                       | –                       | –                       | 32    | 1     | 0      |
| S. D. Huesca · España             | 2.ª           | 2009-10       | 30    | 1     | 0      | –                | –                | –                | –                       | –                       | –                       | 30    | 1     | 0      |
| S. D. Huesca · España             | 2.ª           | 2010-11       | 28    | 0     | 0      | 1                | 0                | 0                | –                       | –                       | –                       | 29    | 0     | 0      |
| S. D. Huesca · España             | 2.ª           | 2011-12       | 29    | 1     | 0      | 1                | 1                | 0                | –                       | –                       | –                       | 30    | 2     | 0      |
| S. D. Huesca · España             | Total club    | Total club    | 155   | 4     | 0      | 3                | 1                | 0                | –                       | –                       | –                       | 158   | 5     | 0      |
| C. D. Leganés · España            | 2.ª B         | 2012-13       | 36    | 0     | 0      | –                | –                | –                | –                       | –                       | –                       | 36    | 0     | 0      |
| C. D. Leganés · España            | Total club    | Total club    | 36    | 0     | 0      | –                | –                | –                | –                       | –                       | –                       | 36    | 0     | 0      |
| Total carrera                     | Total carrera | Total carrera | 378   | 10    | 0      | 11               | 1                | 0                | –                       | –                       | –                       | 389   | 11    | 0      |
| 1.                                |               |               |       |       |        |                  |                  |                  |                         |                         |                         |       |       |        |